# Sison (Pangasinan)
Sison is een gemeente in de Filipijnse provincie Pangasinan op het eiland Luzon. Bij de laatste census in 2007 had de gemeente bijna 43 duizend inwoners.

## Geografie

### Bestuurlijke indeling
Sison is onderverdeeld in de volgende 28 barangays:
| - Agat - Alibeng - Amagbagan - Artacho - Asan Norte - Asan Sur - Bantay Insik - Bila - Binmeckeg - Bulaoen East - Bulaoen West - Cabaritan - Calunetan - Camangaan | - Cauringan - Dungon - Esperanza - Killo - Labayug - Paldit - Pindangan - Pinmilapil - Poblacion Central - Poblacion Norte - Poblacion Sur - Sagunto - Inmalog - Tara-tara |

## Demografie
Sison had bij de census van 2007 een inwoneraantal van 42.791 mensen. Dit zijn 1.836 mensen (4,5%) meer dan bij de vorige census van 2000. De gemiddelde jaarlijkse groei komt daarmee uit op 0,61%, hetgeen lager is dan het landelijk jaarlijks gemiddelde over deze periode (2,04%).